# Ford Puma (2019)
La Ford Puma è un'autovettura di tipo crossover SUV di classe media prodotta dal 2019 dalla casa automobilistica statunitense Ford negli stabilimenti di Craiova, in Romania. È disponibile per i mercati di Europa e Australasia.

## Descrizione

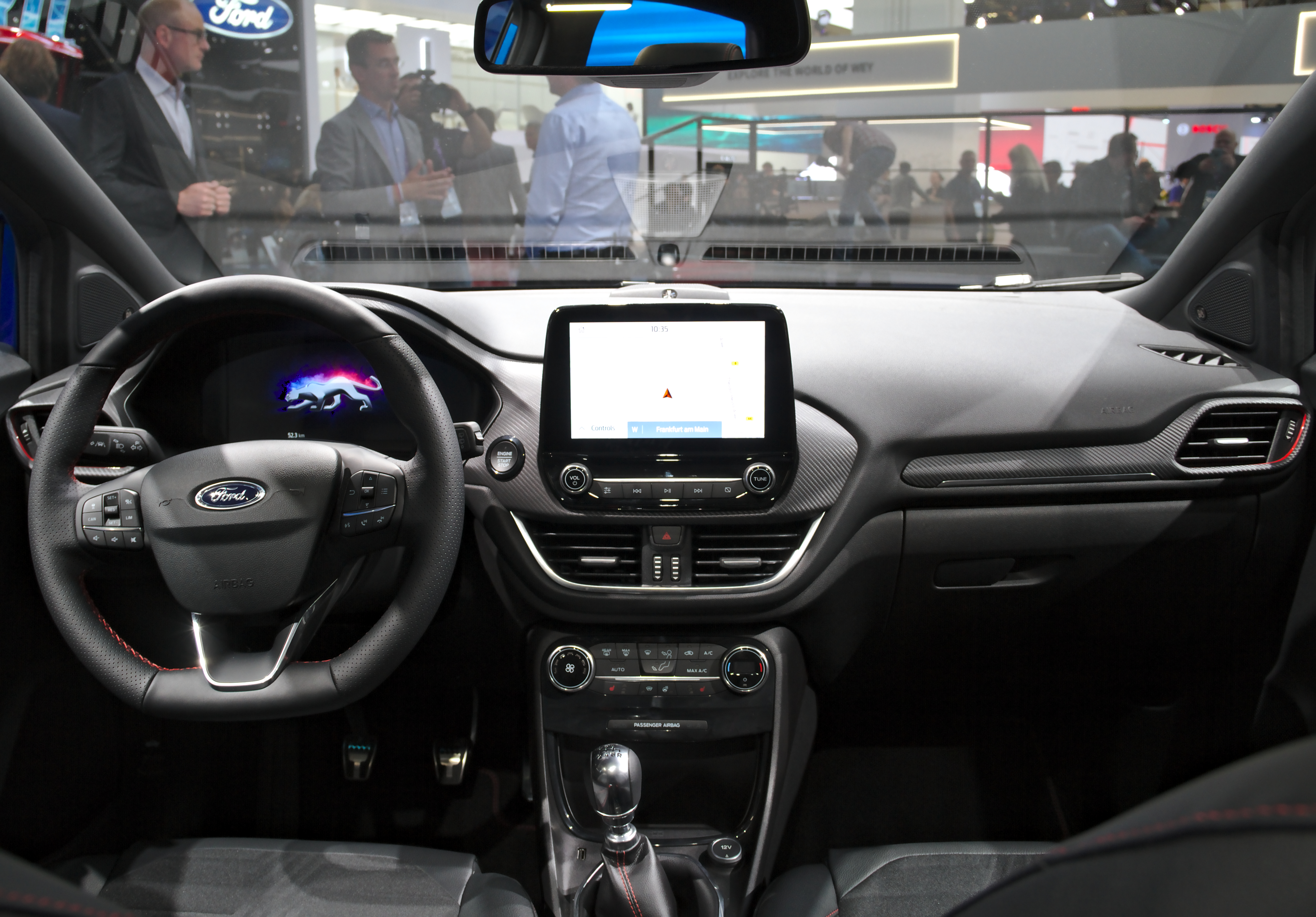
Interni

Nell'aprile 2019 la Ford ha annunciato che avrebbe riutilizzato il nome Puma, già usato dal 1997 al 2002 per una piccola autovettura sportiva, per un nuovo crossover compatto.
L'auto è stata svelata il 26 giugno 2019 a Düsseldorf nel corso di una anteprima riservata solo alla stampa, per poi essere presentata al pubblico durante il salone dell'automobile di Francoforte nel settembre 2019.
La Puma è basata sulla stessa piattaforma della Ford Fiesta VII, condividendo l'impostazione meccanica tuttoavanti e la carrozzeria a due volumi con 5 porte e 5 posti.
Il bagagliaio ha la particolarità di offrire un vano aggiuntivo posto sotto il piano di carico chiamato "MegaBox"; con una capacità di 80 litri, ricavato al posto dell'alloggiamento della ruota di scorta, presenta un tappo nella parte inferiore in modo da drenare eventuali liquidi. In totale la capienza del vano bagagli è di 456 litri con i sedili in uso.
A gennaio 2020, il veicolo è stato nominato 'Auto dell'anno' dalla rivista What Car.
Per quanto riguarda la sicurezza automobilistica la vettura è stata sottoposta una prima volta ai crash test dell'Euro NCAP nel 2019, ottenendo il risultato di 5 stelle; il test è stato poi ripetuto nel 2022 con il nuovo risultato di 4 stelle.

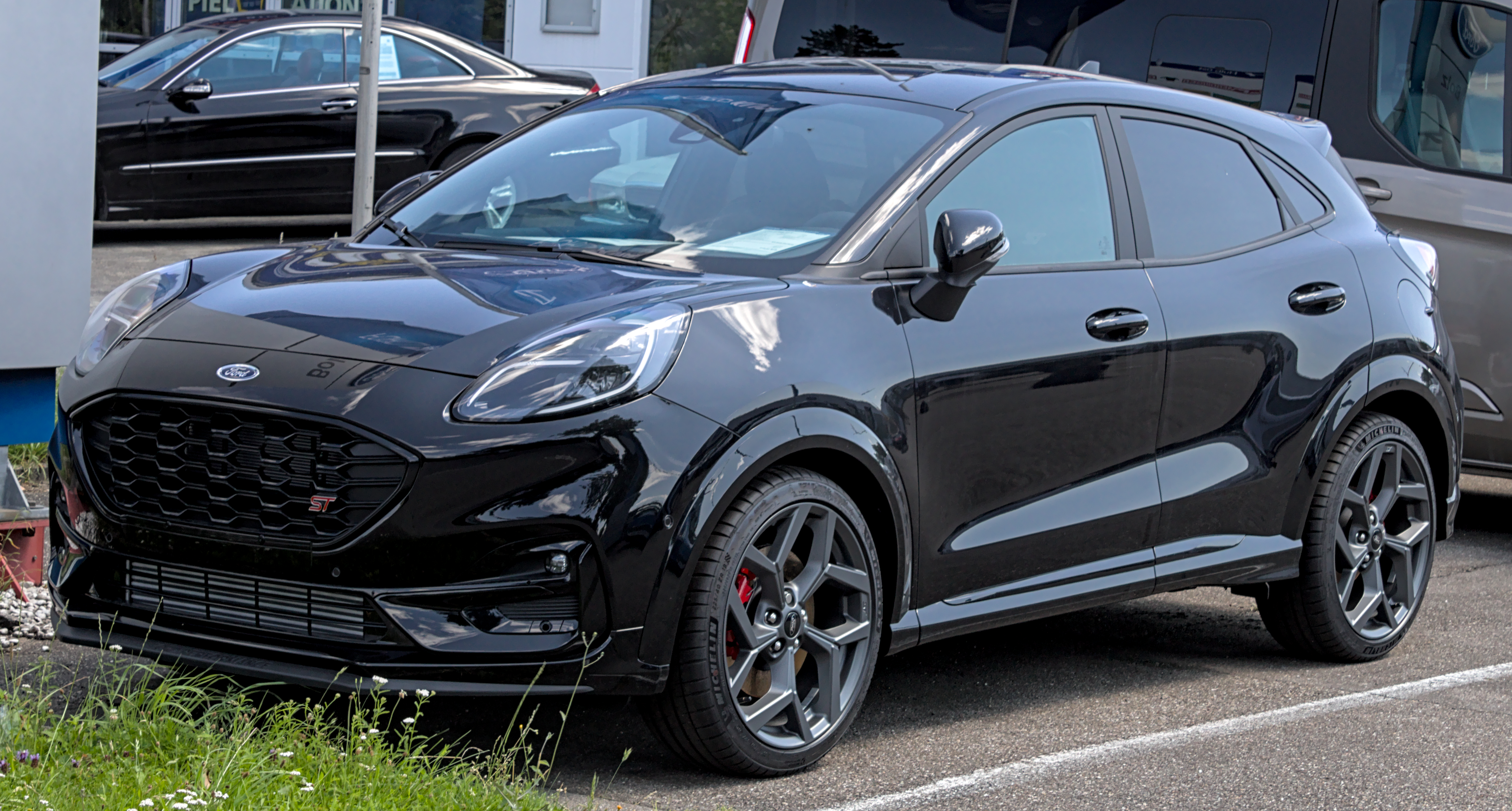
Puma ST

## Motorizzazioni
Al lancio la vettura è equipaggiata con due motori tre cilindri turbo a benzina EcoBoost da 1.0 litro con potenza di 125 o 155 CV,. Inoltre esse possono essere dotata di un sistema mild hybrid composto da un motogeneratore da 11,5 kW, che consente di ricaricare la batteria agli ioni di litio da 48 volt durante le frenate e le decelerazioni e di fornire 50 Nm di coppia aggiuntiva durante le accelerazioni.

## Evoluzione

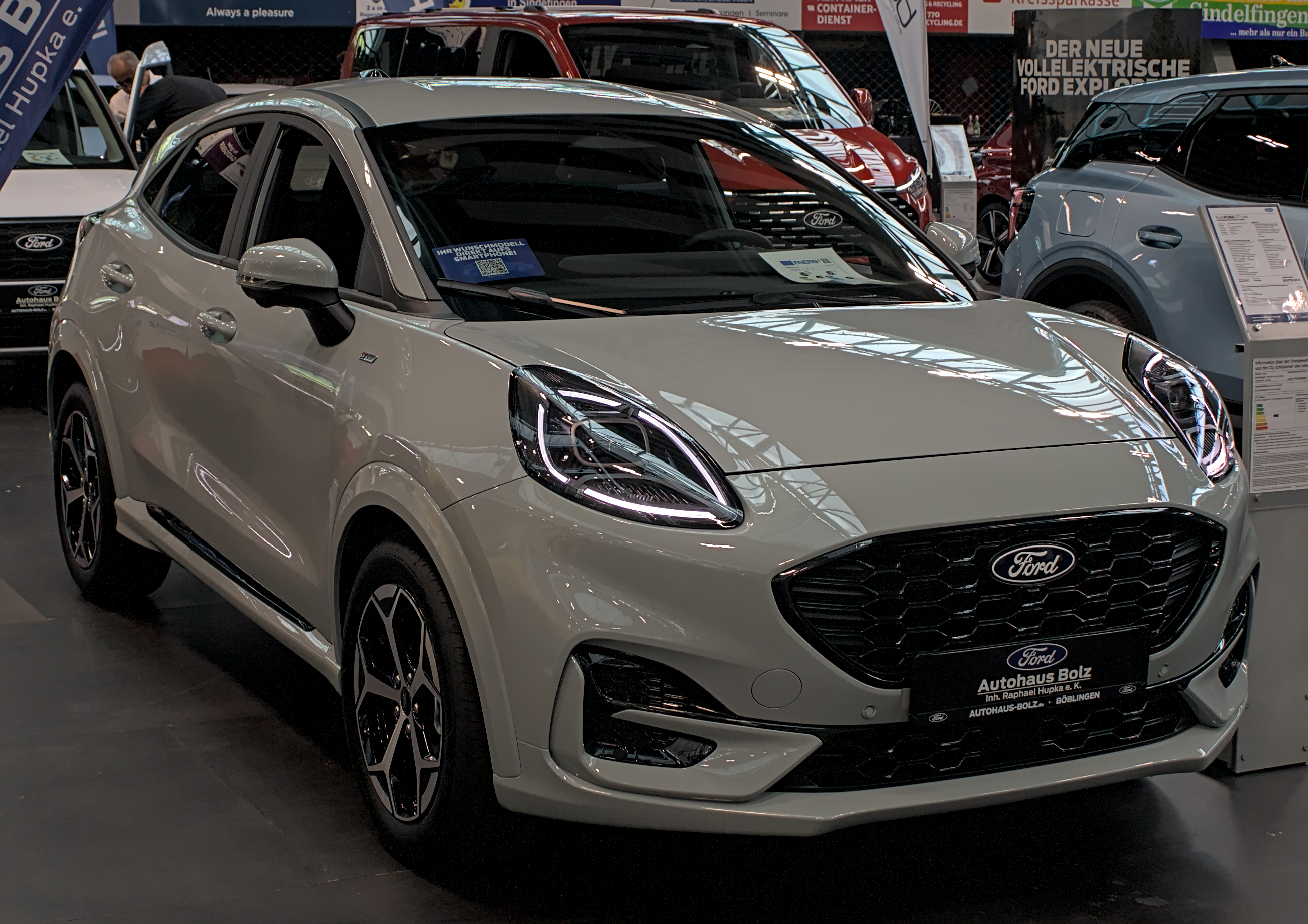
Restyling

Ad aprile 2020 si sono poi aggiunte le varianti a gasolio, equipaggiate con il 1.5 litri 4 cilindri da 120 CV già utilizzato su Ford Focus e Mondeo, una versione da 95 CV del 1.0 EcoBoost per l’allestimento Connect alla base della gamma, e il cambio automatico doppia frizione a 7 rapporti, inizialmente in combinazione con il 125 CV benzina, ma da aprile 2021 abbinato alla versione mildhybrid dello stesso.
In seguito a settembre 2020 è arrivata la versione ST, dotato di meccanica, assetto e motorizzazioni derivate dalla Fiesta ST: infatti sotto al cofano c'è il 1.5 litri 3 cilindri con doppia iniezione da 200 CV, ma con più coppia rispetto alla Fiesta per un totale di 320 Nm. Dall'utilitaria riprende anche il differenziale autobloccante meccanico Torsen e il launch control. Lo 0-100 km/h viene coperto in 6,7 secondi.
Nel marzo 2023 è stata introdotta la Puma ST Powershift, versione con motore mild hybrid da 1.0 litri EcoBoost da 170 CV (130 kW) dotata sola della trasmissione automatica.

### Restyling 2024
Il restyling è stato presentato a inizio febbraio 2024.

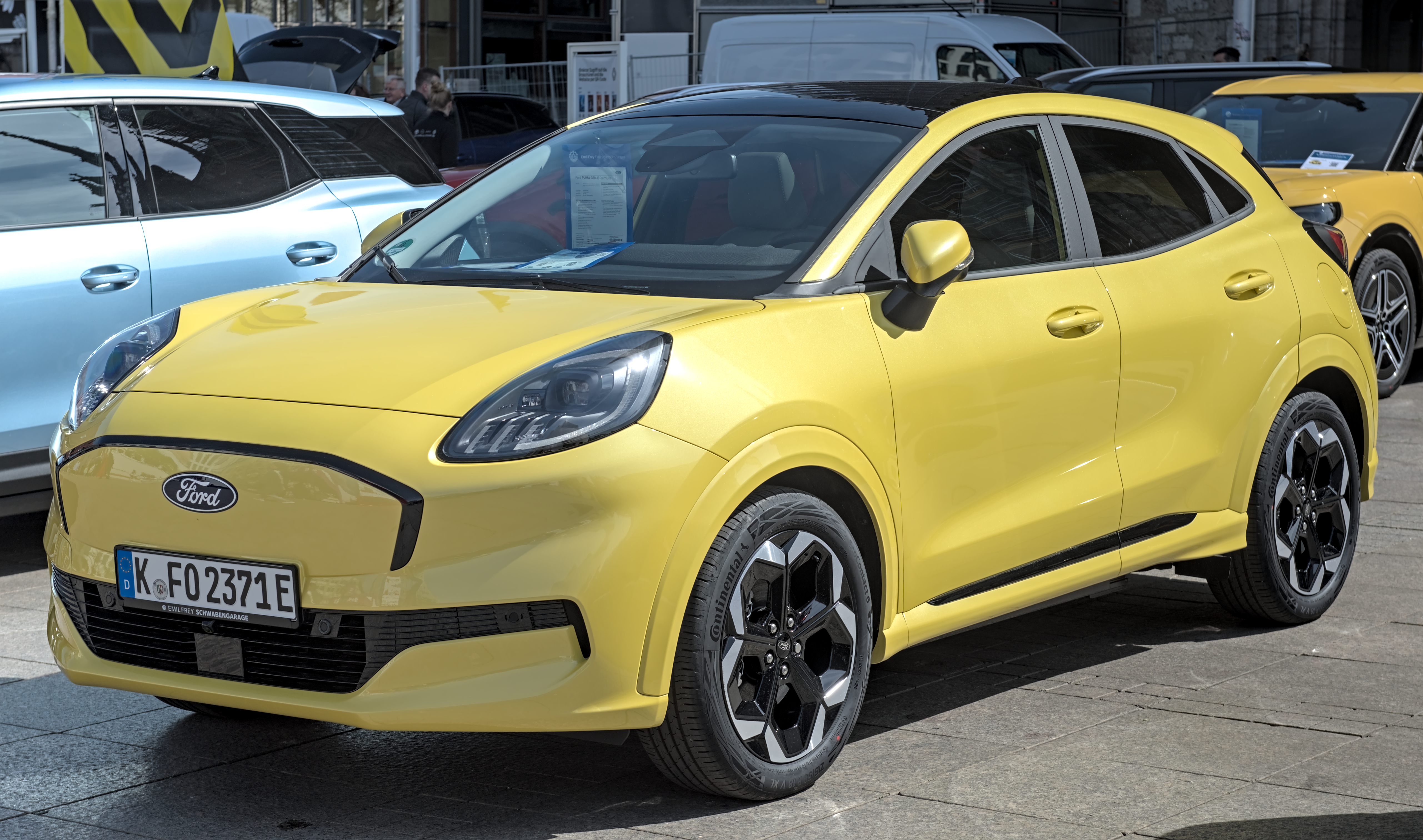
Puma Gen-E

A dicembre 2024 viene presentata la Puma totalmente elettrica, la Gen-E, con un motore anteriore da 168 CV, batteria da 43 kWh e autonomia di quasi 400 km al prezzo da 32.950 euro.

## Attività sportiva
La vettura ha fatto da base per l'impiego nel WRC nella categoria Rally1, denominata Ford Puma Rally1, esordendo nel Campionato Mondiale Rally 2022.